# Don Matteo
Don Matteo é uma série de televisão italiana produzida e exibida pelo canal Rai 1 desde 7 de janeiro de 2000. No Brasil passa a ser exibido pela TV Aparecida a partir de 3 de janeiro de 2020, às sextas-feiras no horário das 20:15.

## Elenco
- Terence Hill como Don Matteo
- Nino Frassica como Nino Cecchini
- Flavio Insinna como Flavio Anceschi (1-5)
- Simone Montedoro como Giulio Tommasi (6-10)
- Maria Chiara Giannetta como Anna Olivieri (11)
- Natalie Guetta como Natalina Diotallevi
- Francesco Scali como Pippo Zerfati-Gimignani
- Pietro Pulcini como Piero Ghisoni
- Milena Miconi como Laura Respighi (4-5)
- Caterina Sylos Labini como Caterina Cecchini (2+)
- Pamela Saino como Patrizia Cecchini (2-8)
- Giada Arena como Assuntina Cecchini (2-8)
- Giusy Buscemi como Assuntina Cecchini (9)
- Ilaria Spada como Amanda Patriarchi (6-7)
- Bruno Cabrerizo como Fernando (8)
- Eleonora Sergio como Andrea Conti (8)
- Laura Glavan como Laura Belvedere (8-9)
- Giorgia Surina como Bianca "Bibba" Venezia (9)
- Nadir Caselli como Rosalia "Lia" Cecchini (9-10)
- Andrés Gil como Tomàs Martinez (9)
- Letizia Arnò como Ester (9)
- Emma Reale como Martina Tommasi (9)